# Teresa de Entenza
Teresa de Entenza (?-Zaragoza, 20 de octubre de 1327), condesa de Urgel, vizcondesa de Ager, y señora de  Alcolea de Cinca.

## Familia
Su padre fue Gombaldo de Entenza, fallecido en 1309 señor de Alcolea de Cinca, Gestalgar, y Chiva, quien en su testamento, otorgado el 12 de septiembre de 1304, la nombra su heredera universal. Su madre, Constanza de Antillón y Cabrera, fue hija de Sancho de Antillón y Leonor de Cabrera-Urgel, esta última hija de Álvaro I de Urgel y de su primera esposa, Constanza de Montcada (padre de Armengol X de Urgel con su segunda mujer, Cecilia de Foix).

## Vida
Al no tener descendencia, su tío bisabuelo Armengol X de Urgel acordó con Jaime II de Aragón nombrarla heredera del condado de Urgel.  Las cláusulas del testamento de Armengol X de Urgel obligaba a que ella recibiera el condado al casar con un hijo del rey de Aragón que no fuese a reinar, impidiendo, así, que el condado fuese asumido —y subsumido— por la Corona.  Armengol falleció en 1314 y en ese mismo año, el 10 de noviembre, Teresa contrajo matrimonio con el infante Alfonso, hijo de Jaime II de Aragón y Blanca de Nápoles. Retirado el primogénito del rey, Jaime de Aragón, a la vida contemplativa, el marido de Teresa se convirtió en el heredero a la corona en 1319 como Alfonso IV de Aragón. Ese mismo año nació un hijo varón del matrimonio, el futuro Pedro IV de Aragón. 
En 1323, Teresa acompañó al infante Alfonso en la campaña para conquistar la isla de Cerdeña, en donde residió más de un año y donde visitó la población de Iglesias, donde varias de sus doncellas fallecieron y en la que su marido enfermó de fiebres. Tras la Batalla de Lucocisterna la pareja real regresó a Barcelona para lidiar con el infante Pedro IV de Ribagorza quien buscaba ser declarado heredero y sustituir al enfermizo infante Pedro, quien más adelante sería Pedro IV el Ceremonioso, aunque tras la intervención de la reina viuda, Elisenda de Moncada la sucesión se mantuvo igual.

## Matrimonio e hijos
De su matrimonio con el futuro rey aragonés nacieron siete hijos
- Alfonso, quien murió con un año de edad.
- Pedro IV, rey de Aragón.
- Jaime I, quien heredó el condado de Urgel y también fue vizconde de Áger, barón de Entenza, de Antillón y de Alcolea de Cinca.
- Constanza, que se casaría con Jaime III de Mallorca.
- Federico, junto con su hermana Isabel, vivieron poco.
- Isabel, junto con su hermano Federico, vivieron poco.
- Sancho, cuyo nacimiento causó la muerte de su madre.

## Muerte y sepultura
Esposa y madre de reyes, el destino le impidió llegar a reinar, ya que murió en Zaragoza al dar a luz a su hijo Don Sancho cinco días antes de que su marido sucediera a su padre al frente de la Corona de Aragón. Fue sepultada en la zaragozana iglesia de San Francisco a un lado del presbiterio en un mausoleo de mármol obra de Pere Moragues sostenido por seis leones con su efigie en traje de religiosa y con figuras llorosas en derredor del sarcófago. Al lado yacían sus dos hijos menores, Isabel y Sancho, con sus efigies pintadas sobre tabla, la de Isabel vestida de monja clarisa, y Sancho con guirnalda y cabello desceñido.
Abajo se leían los versos siguientes:

"Hoc sepulcro tumulantur duo geniti regales / qui duo evo procreantur per parentes coeguales. / Alter frater Santius vocaliter nuncupatur / qui velut constantius in excelsis collocatur / Elisabet infantissa soror ejus nuncupatur / quae ut Clara Minorissa aeternè congratulatur. Amen. Amen".